# Шелтон, Дженн
Дженн Шелтон (англ. Jenn Shelton; родилась в 1983) — американская бегунья на сверхмарафонские дистанции. Она установила рекорды трасс для нескольких наиболее сложных ультрамарафонов в США.
Шелтон училась в университете Северной Каролины в Чапел-Хилл, где играла в команде по регби. Она бросила учёбу, чтобы сосредоточиться на написании стихов, но позже поступила в университет Old Dominion.
Незадолго после того, как Шелтон начала бегать ультрамарафоны, она выиграла несколько забегов и скоро стала одной из лучших легкоатлеток в США. Часто бегает в легкой минималистичной обуви.
В 2006 она ездила с ультрамарафонцем Скоттом Джуреком, журналистом Кристофером Макдуглом и несколькими другими бегунами в Медный Каньон, расположенный в отдаленном районе на юго-западе мексиканского штата Чиуауа. Там она была единственной женщиной, которая приняла участие в забеге с коренными индейцами племени тараумара. Во время забега она откололась от основной группы бегунов, и позже, спустя несколько часов, поисково-спасательная команда нашла её сильно обезвоженной. События этой поездки освещаются в книге Макдугла Рождённый бежать. Дженн критиковала книгу за «романтизацию» стиля жизни тараумара и неточное описание бедственного положения, в котором они находятся.
В мае 2007 она обрела публичную известность, став первой женщиной, участвовавшей в Frederick Marathon. Тогда она установила женский рекорд трассы — 2 часа 53 минуты 44 секунды, пробежав дистанцию в бикини, а не в обычной беговой форме.
В июле 2010 Шелтон выиграла марафон газеты Deseret News со временем 2:54:23. Она утверждает, что пробежать марафон для неё представляется более сложной задачей, чем ультрамарафон. В дальнейшем, по её словам, она планирует бегать больше марафонов и другие дистанции покороче, тем самым изъявляя желание выступать на пробегах с более высоким темпом.
Спонсируется Patagonia. Участвовала в отборочных соревнованиях по марафону к Летним Олимпийским играм 2012, но получила травму подколенного сухожилия и не смогла финишировать.